# Madhya Desa
Madhya Desa (País del Mig) és el nom històric d'un gran territori de l'Hindustan, que anava entre el Rajasthan a l'oest, l'Himàlaia al nord, les muntanyes Vindhya al sud, i Allahabad a l'est i era considerat un territori sagrat de l'hinduisme. Abraçava els moderns estats d'Uttar Pradesh, Uttarakhand i Madhya Pradesh, i parts de Rajasthan, Gujarat i Maharashtra.
Els indis durant el British Raj van donar el nom a les terres dels doabs del Ganges i el Jumna que els britànics anomenaren en la major part com Províncies Centrals. Amb la independència de l'Índia les Províncies Centrals van agafar el de Madhya Bharat (Índia del Mig) que va canviar el 1956 per Madhya Pradesh (Terra del Mig)